# Enrico La Loggia
Enrico La Loggia (ur. 25 lutego 1947 w Agrigento) – włoski polityk i prawnik związany z Sycylią, minister ds. regionalnych w dwóch rządach Silvia Berlusconiego, senator i deputowany.
Jego ojciec, Giuseppe La Loggia, był również czynnym politykiem, pełnił funkcję przewodniczącego Sycylijskiego Zgromadzenia Regionalnego i prezydenta Sycylii.
Enrico La Loggia ukończył studia prawnicze. Uzyskał uprawnienia biegłego rewidenta, pracował jako wykładowca na Uniwersytecie w Palermo. Zaangażował się w działalność Chrześcijańskiej Demokracji. Z jej ramienia w 1985 został wybrany na radnego Palermo. W miejskim samorządzie zajmował m.in. stanowisko asesora ds. kultury.
W 1994, 1996 i 2001 jako kandydat Forza Italia był wybierany do Senatu XII, XIII i XIV kadencji. Przez kilka lat przewodniczył senackiej frakcji swojego ugrupowania. W 2006 z listy FI i w 2008 z ramienia Ludu Wolności uzyskiwał mandat posła do Izby Deputowanych XV i XVI kadencji, który wykonywał do 2013.
Od 11 czerwca 2001 do 17 maja 2006 sprawował urząd ministra ds. regionalnych w drugim i trzecim rządzie Silvia Berlusconiego.